# Joe Stump
Joe Stump (New York, 18 settembre 1960) è un chitarrista statunitense noto prevalentemente per la sua militanza nella band Alcatrazz, e per la sua carriera solista.

## Biografia
Ha iniziato la sua attività professionistica nel 1983, influenzato principalmente da Gary Moore, militando in varie band. Nel 1993 pubblica il suo primo album solista, Guitar Dominance, e a partire dagli anni 2010 fonda band quali i Raven Lord e gli Exorcist, nel 2019, si unisce ai riformati Alcatrazz. Nel corso degli anni il suo stile si avvicinò in parte al neoclassical metal, in alcuni tratti simile a quello di Yngwie Malmsteen.

## Altre attività
Considerato sin dagli esordi un maestro della chitarra, ha insegnato per molti anni al Berklee College of Music di Boston.

## Discografia

### Solista
- 1993 – Guitar Dominance
- 1994 – Night of the Living Shred
- 1996 – Supersonic Shred Machine
- 1998 – Rapid Fire Rondo

### Con gli Alcatrazz
- 2020 - Born Innocent
- 2021 - V

### Con la Pat Travers Band
- 2015 - Retro Rocket